# Purav Raja
Purav Raja nacido el 7 de diciembre de 1985, en Mumbai, India es un tenista profesional.

## Carrera
Habla Inglés y el hindi. Comenzó a jugar tenis a los siete años. Su superficie favorita son las pistas duras bajo techo y su torneo favorito es Wimbledon. Sus ídolos de niño fueron Stefan Edberg y Steven Gerrard (futbolista del Liverpool).
Su ranking más alto a nivel individual fue el puesto Nº 813, alcanzado el 30 de julio del 2007. A nivel de dobles alcanzó el puesto Nº 52 el 17 de julio de 2017.
Hasta el momento ha obtenido 1 títulos de la categoría ATP World Tour y 4 en  el ATP Challenger Tour, todos ellos en la modalidad de dobles.

### Copa Davis
Desde el año 2013 es participante del Equipo de Copa Davis de India. Tiene en esta competición un récord total de partidos ganados/perdidos de 1/0 (0/0 en individuales y 1/0 en dobles).

### 2013
Junto a su compatriota Divij Sharan se presentan en el primer torneo de Bogotá que se disputó con categoría ATP World Tour 250, y obtienen el título derrotando en la final al francés Édouard Roger-Vasselin y al neerlandés Igor Sijsling por 7-6(4),7-6(3).

## Títulos ATP (2; 0+2)

### Dobles (2)
| Leyenda                         |
| Grand Slam (0)                  |
| ATP Wourld Tour Finals (0)      |
| ATP Masters 1000 World Tour (0) |
| ATP World Tour 500 series (0)   |
| ATP World Tour 250 series (2)   |

| N.º | Fecha                | Torneo    | Superficie | Pareja       | Oponentes en la final                | Resultado      |
| --- | -------------------- | --------- | ---------- | ------------ | ------------------------------------ | -------------- |
| 1.  | 20 de julio de 2013  | Bogotá    | Dura       | Divij Sharan | Édouard Roger-Vasselin Igor Sijsling | 7-6(4), 7-6(3) |
| 2.  | 13 de agosto de 2016 | Los Cabos | Dura       | Divij Sharan | Jonathan Erlich Ken Skupski          | 7-6(4), 7-6(3) |

#### Finalista (2)
| N.º | Fecha                | Torneo  | Superficie | Pareja         | Oponentes en la final               | Resultado |
| --- | -------------------- | ------- | ---------- | -------------- | ----------------------------------- | --------- |
| 1.  | 8 de febrero de 2015 | Zagreb  | Dura (i)   | Fabrice Martin | Marin Draganja Henri Kontinen       | 4-6, 4-6  |
| 2.  | 8 de enero de 2017   | Chennai | Dura       | Divij Sharan   | Rohan Bopanna Jeevan Nedunchezhiyan | 3-6, 4-6  |

## ATP Challenger Tour
| N.º | Fecha      | Torneo                   | Superficie    | Pareja              | Oponentes en la final                   | Resultado         |
| --- | ---------- | ------------------------ | ------------- | ------------------- | --------------------------------------- | ----------------- |
| 1.  | 22.08.2009 | Challenger de Qarshi     | Dura          | Sadik Kadir         | Andis Juška Deniss Pavlovs              | 6–3, 7–64         |
| 2.  | 28.11.2010 | Challenger de Toyota     | Carpeta       | Treat Conrad Huey   | Tasuku Iwami Hiroki Kondo               | 6–1, 6–2          |
| 3.  | 22.05.2011 | Challenger de Cremona    | Dura          | Treat Conrad Huey   | Tomasz Bednarek Mateusz Kowalczyk       | 6–1, 6–2          |
| 4.  | 10.03.2013 | Challenger de Kyoto      | Dura          | Divij Sharan        | Chris Guccione Matt Reid                | 6–4, 7–5          |
| 5.  | 08.03.2014 | Challenger de Kyoto(2)   | Dura          | Divij Sharan        | Sanchai Ratiwatana Michael Venus        | 5-7, 7-63, [10-4] |
| 6.  | 14.08.2015 | Challenger de Portoroz   | Dura          | Fabrice Martin      | Aliaksandr Bury Andreas Siljeström      | 7-6, 4-6, [18-16] |
| 7.  | 05.06.2016 | Challenger de Manchester | Hierba        | Divij Sharan        | Ken Skupski Neal Skupski                | 6-3, 3-6, [11-9]  |
| 8.  | 10.06.2016 | Challenger de Surbiton   | Hierba        | Divij Sharan        | Ken Skupski Neal Skupski                | 6-4, 7-6          |
| 9.  | 30.07.2016 | Challenger de Segovia    | Dura          | Divij Sharan        | Joaquín Muñoz-Hernández Akira Santillan | 6-3, 4-6, [10-8]  |
| 10. | 29.10.2016 | Challenger de Pune       | Dura          | Divij Sharan        | Luca Margaroli Hugo Nys                 | 3-6, 6-3, [11-9]  |
| 11. | 21.05.2017 | Challenger de Burdeos    | Tierra batida | Divij Sharan        | Santiago González Artem Sitak           | 6-4, 6-4          |
| 12. | 12.11.2017 | Challenger de Knoxville  | Dura (i)      | Leander Paes        | James Cerretani John-Patrick Smith      | 7-64, 7-64        |
| 13. | 18.11.2017 | Challenger de Champaign  | Dura (i)      | Leander Paes        | Ruan Roelofse Joe Salisbury             | 6-3, 56-7, [10-5] |
| 14. | 15.09.2018 | Challenger de Estambul   | Dura          | Rameez Junaid       | Timur Khabibulin Vladyslav Manafov      | 7-6, 4-6, [10-7]  |
| 15. | 21.10.2018 | Challenger de Ismaning   | Moqueta       | Antonio Šančić      | Rameez Junaid David Pel                 | 5-7, 6-4, [10-5]  |
| 16. | 10.11.2019 | Challenger de Kobe       | Dura (i)      | Ramkumar Ramanathan | André Göransson Christopher Rungkat     | 7-66, 6-3         |
| 17. | 17.11.2019 | Challenger de Pune (2)   | Dura          | Ramkumar Ramanathan | Arjun Kadhe Saketh Myneni               | 7-63, 6-3         |
| 18. | 15.02.2020 | Challenger de Bangalore  | Dura          | Ramkumar Ramanathan | Matthew Ebden Leander Paes              | 6-0, 6-3          |